# John Morrissey (polityk)
John Morrissey (ur. 12 lutego 1831 w Templemore w Irlandii, zm. 1 maja 1878 w Saratoga Springs) – amerykański polityk, członek Partii Demokratycznej.

## Działalność polityczna
W okresie od 4 marca 1867 do 3 marca 1871 przez dwie kadencje był przedstawicielem 5. okręgu wyborczego w stanie Nowy Jork w Izbie Reprezentantów Stanów Zjednoczonych. Od 1876 do 1878 zasiadał w New York State Senate.